# 蒂亥 (瓦西里基夫卡市鎮)
48°8′32″N 35°50′16″E / 48.14222°N 35.83778°E
蒂亥（羅馬化：Tykhe），2016年前叫基洛夫斯凯，是烏克蘭中部第聶伯羅彼得羅夫斯克州錫內利尼科韋區瓦西里基夫卡市镇的村落。分別距離薩馬爾斯凱1.5公里、魯巴尼夫西克和希羅凱2公里，2001年人口9。